# Бок Јанковац
Бок Јанковац је насељено мјесто на подручју града Градишка, Република Српска, БиХ. Према подацима пописа становништва из 2013. године, у насељу је живио 1.161 становник.

## Култура
У насељу се налази спомен-плоча са именима погинулих бораца Војске Републике Српске и цивила из насеља.

## Становништво
| Националност       | 1991.        | 1981.        | 1971.        | 1961. |
| Срби               | 480 (63,66%) | 270 (65,06%) | 329 (65,27%) |       |
| Хрвати             | 147 (19,49%) | 87 (20,96%)  | 146 (28,96%) |       |
| Муслимани          | 65 (8,62%)   | 36 (8,67%)   | 28 (5,55%)   |       |
| Југословени        | 46 (6,10%)   | 22 (5,30%)   | 1 (0,19%)    |       |
| остали и непознато | 16 (2,12%)   |              |              |       |
| Укупно             | 754          | 415          | 504          | '     |

| Демографија | Демографија | Демографија |
| Година      | Становника  | Становника  |
| ----------- | ----------- | ----------- |
| 1961.       | 357         |             |
| 1971.       | 504         |             |
| 1981.       | 415         |             |
| 1991.       | 761         |             |
| 2013.       | 1.161       |             |